# Cal Batistó (el Masroig)
Cal Batistó és una obra del Masroig (Priorat) inclosa a l'Inventari del Patrimoni Arquitectònic de Catalunya.

## Descripció
Edifici de planta rectangular, amb planta baixa, pis i golfes, bastit de maçoneria i tàpia arrebossada i pintada, i cobert per teulada a dos vessants. A la façana s'obren una porta i una finestra a la planta baixa; dos balcons al pis i dues finestres a les golfes. Del conjunt de la construcció cal destacar la porta, de pedra,amb la data de 1855 a la clau i un relleu que representa un martell i una paleta, així com els balcons, emmarcats i amb un petit frontó superior, així com la barana de ferro forjat.

## Història
L'edifici fou bastit el 1855, en una època en què la comarca gaudia d'una certa prosperitat, en un indret llavors marginal, per una família benestant de la població, com a segona casa. Avui deshabitada, cal Batistó és un dels millors edificis d'aquest sector del carrer Major.